# Оливковый цвет

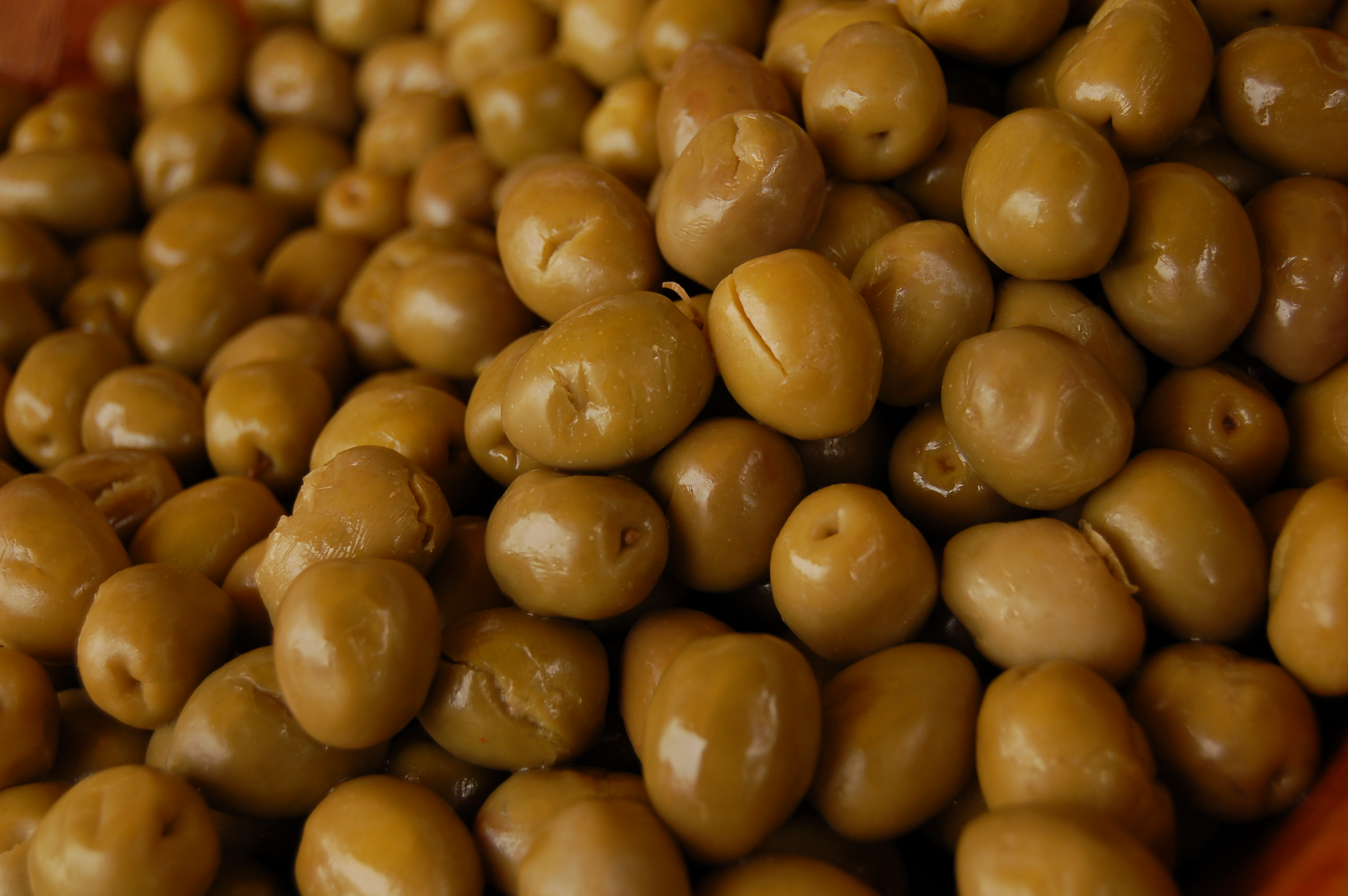
Оливки

Оливковый цвет — тёмный желтовато-зелёный цвет.
Эталоном цвета является цвет зелёных плодов оливкового дерева. Может быть сформирован добавлением небольшого количества чёрного в жёлтую краску. 
Дополнительным цветом к оливковому является тёмно-синий (navy). 
Светло-оливковый цвет называется драб, и применялся для окрашивания материалов используемых в защитном обмундировании сухопутных войск вооружённых сил отдельных государств мира.
Также близок к светло-коричневому цвету.